# Victor von Bruns

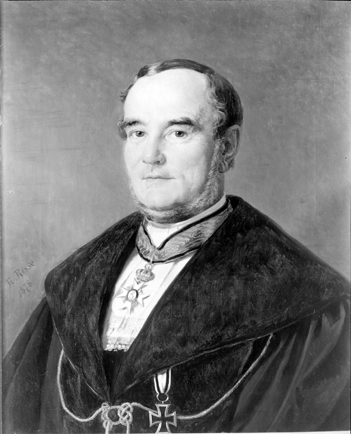
Victor von Bruns 1878.

Paul Victor von Bruns, född 9 augusti 1812 i Helmstedt, död 19 mars 1883 i Tübingen, var en tysk kirurg. Han var sonson till Paul Jakob Bruns och far till Paul von Bruns.
Bruns var från 1843 professor i kirurgi i Tübingen. Han var berömd för sina struphuvudoperationer och den förste, som utförde sådana inifrån munhålan och med hjälp av spegel och utarbetade fulländade metoder för användning av laryngoskopet. Han författade bland annat Die Laryngoskopie und die laryngoskopische Chirurgie (1865).